# Daniel Krman

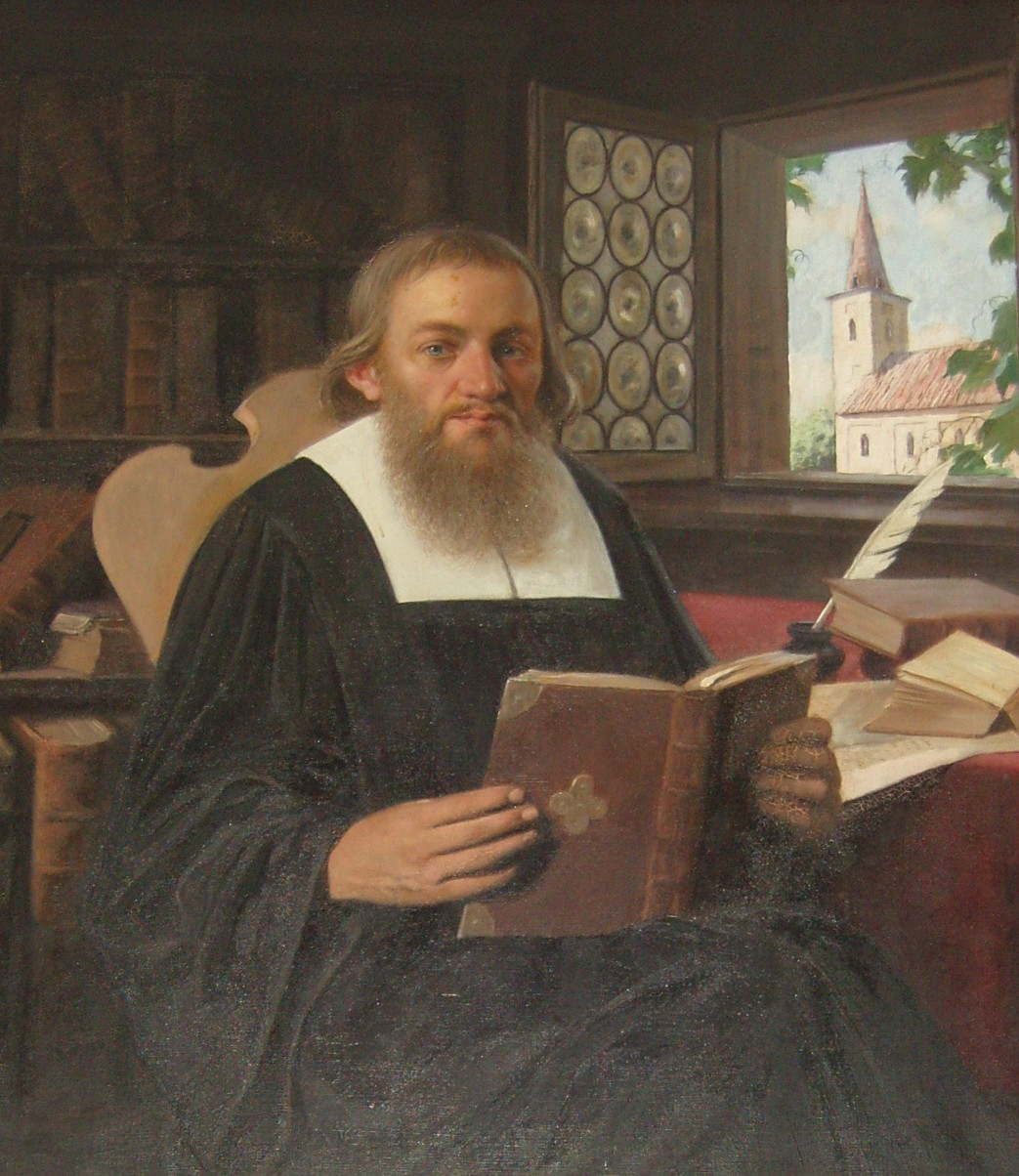
Daniel Krman ml.

Daniel Krman ml. (28. srpen 1663, Omšenie – 23. září 1740, Prešpurk) byl slovenský barokní spisovatel, překladatel, vydavatel a evangelický kněz.

## Život
Byl synem evangelického faráře a náboženského spisovatele Daniela Krmana st.. Studoval v Sobotišti, Ilavě, Diviacké Nové Vsi, Trnavě, později na vyšších školách ve Vratislavi, Lipsku a Wittenbergu. Po ukončení studia pracoval jako rektor v Ilavě a Mošovcích, působil jako farář na Turéj Luke, v Myjavě, v Žilině a v Bardejově. Zapojoval se do náboženského, politického a občanského života jako evangelík-luterán a příznivec protihabsburského odboje. Po dvouletém soudním procesu (1729–1731) byl odsouzen na doživotí jako buřič a rouhač, a přestože se jeho známí a přátelé ho snažili dostat z vězení na Prešpurském hradě, nakonec v tomto vězení i zemřel.

## Tvorba
Krman patřil k nejplodnějším autorům barokní literatury. Svou tvorbou se snažil povzbudit slovenské evangelíky během stavovského povstání Františka II. Rákocziho. Svá díla psal latinsky a česky, přičemž považoval češtinu za jazyk, který by měl být i slovenským spisovným jazykem. Psal příležitostné latinské básně, kázání, polemiky, memoárovou a cestopisnou literaturu.

## Dílo

### Díla tištěná
- Kniha života, to jest řeč z Zjevení sv. Jana, kap. 3. v. 5., v pohřebním kázání na urozeným, výborným a učeným panem Janem Dádanem, měštěnínem a obyvatelem žilinským, též kněh tlačitelem chvalitebným [...]. Žilina 1704.
- Actus inaugurationis vexillorum, to jest posvěcování zástav [...]. Žilina 1707.
- Man hu? Co jest to za mannu skrytau, kterouž P. Stephanus Dubniczay, pleban teplanský na světlo vydal a v ní dovésti chtěl, že v svátosti oltářní Pán Kristus jest po jednou spůsobou skrytý. Žitava? 1718 (polemika s katolickým spisovatelem Štefanem Dubnickým).
- Evangelicský kancionál. Žitava 1717 (Krman je autorem předmluvy, vydavatel kancionálu byl Václav Kleych).
- Katechismus učení křesťanského pro mládež pro mládež, v odpovědi a otázky uvedený. Žitava 1718 (Krman je autorem předmluvy, vydavatel katechismu byl Václav Kleych).
- Biblia sacra, to jest Biblí svatá. Halle 1722 (Krman je autorem předmluvy).
- Agenda Ecclesiastica Slavonica, to jest práce církevní, kterouž evangeliští kněží, zprávci a učitelové církve slovenské v Království uherském při službách Božích, jak v nedělních, svátečních tak i všedních dnech, za starodávna pořádně vykonávali a až posavad s pomocí Boží ještě vykonávají. b.m.t. 1734.
- Dvojí katechismus učení křesťanského pro mládež větší i menší v otázky a odpovědi uvedený. Prešpurk? 1747.

### Díla dochovaná v rukopisech
- De Slavorum origine[=O původu Slovanů].
- Fata familiae Krmannianae[=Osudy rodiny Krmanů].
- Itinerarium (latinský cestovní deník z let 1708-1709).
- Rudimenta grammaticae Slavicae[= Základy slovanské gramatiky].
- Trium Krmannorum exilia[= Vyhnanství třech Krmanů].